# Kameralamt Mergentheim
Das Kameralamt Mergentheim war eine Einrichtung des Königreichs Württemberg, die im Amtsbezirk Besitz und Einkommen des Staates verwaltete. Es bestand von 1810 bis 1922 in Mergentheim. Das Kameralamt wurde im Rahmen der Neuordnung der Staatsfinanzverwaltung im Königreich Württemberg geschaffen.

## Geschichte
Durch Staatsvertrag vom Mai 1810 erfolgte die Abtretung der Orte Ober- und Unterbalbach an Baden. Gemäß Verordnung vom 6. Juni 1819 wurden an das Kameralamt Schöntal die Orte Dörzbach mit Albertshof und St. Wendelin und Laibach abgetreten.
Durch Verordnung vom 6. März 1843 hat das Kameralamt Mergentheim die Gemeinde Hollenbach an das Kameralamt Schöntal abgetreten. Gemäß Verordnung vom 7. März 1846 wurden Widdern mit Parzellen Schusterhof, Seehaus und Ziegelhütte und Edelfingen an Württemberg abgetreten und dagegen an Baden die Orte Korb, Dippach, Hagenbach, Unterkessach sowie das Schlossgut Hersberg abgegeben.
Durch Verfügung vom 28. Februar 1872 erfolgte die Auflösung des Kameralamts Creglingen, so dass das Kameralamt Mergentheim künftig den gesamten Oberamtsbezirk Mergentheim umfasste.